# 短论
短論（Commentariolus，字面上意義為小論文）是尼古拉·哥白尼對太陽系革命性的哥白尼日心說理論的簡短摘要，算是天體運行論的先行版本。
短論並沒有被出版，只在少數幾個朋友間傳閱。他在1515年左右寫下了早期對天體運行理論的初步原稿描述，但有些學者相信是在1533年理論成熟之後的晚期才完成。哥白尼的著作除了天體運行論和短論之外，只有一封信在1524年寫給他之前在克拉克夫學院的學生，即是反對沃納的信。這封信如同短論一樣，在哥白尼生前也只有原稿在流傳，並未出版。這封信是在1522年出版，內容為批評約翰·沃納。
短論只在學者之間流傳。在1533年，約翰·阿布瑞特·魏德曼史坦在羅馬以一系列的演講概述哥白尼的理論。這些演講被當時的教皇克萊門特七世和一些樞機聽到，並引起他們的興趣。

## 註解
1. ↑  Koyré (1973, pp.25-28, 85-86)

## 文獻
- Koyré, Alexandre. . Ithaca, NY: Cornell University Press. 1973. ISBN 0-8014-0504-1.
- Rosen, Edward (translator).  Second Edition, Revised. New York, NY: Dover Publications, Inc. 2004 [1939].

## 外部連結
- http://www.fh-augsburg.de/%7Eharsch/Chronologia/Lspost16/Copernicus/kop_c00.html （页面存档备份，存于） Complete Latin text online at Bibliotheca Augustana.
- http://dbanach.com/copernicus-commentarilous.htm （页面存档备份，存于） — Edward Rosen's (2004, pp.57–65)) English translation of the first four sections.
- https://web.archive.org/web/20091116143110/http://bertie.ccsu.edu/~dsb/naturesci/Cosmology/Cosmo2Copernicus.html
- https://web.archive.org/web/20090803215559/http://www.geocities.com/soho/gallery/8084/copernicus.htm